# 2008-as jégkorong-világbajnokság
A 2008-as jégkorong-világbajnokság a 72. világbajnokság volt, amelyet a Nemzetközi Jégkorongszövetség szervezett. A vb-ken 48 ország válogatottja vett részt négy szinten. A világbajnokságok végeredményei alapján alakult ki a 2009-es jégkorong-világbajnokság főcsoportjának illetve divízióinak mezőnye.

## Főcsoport
A főcsoport világbajnokságát 16 csapat részvételével május 2. és 18. között rendezték Kanadában.
- Oroszország – Világbajnok
- Kanada
- Finnország
- Svédország
- Csehország
- Egyesült Államok
- Svájc
- Norvégia
- Fehéroroszország
- Németország
- Lettország
- Dánia
- Szlovákia
- Franciaország
- Szlovénia – Kiesett a divízió I-be
- Olaszország – Kiesett a divízió I-be

## Divízió I
A divízió I-es jégkorong-világbajnokság A csoportját Innsbruckban, Ausztriában, a B csoportját Szapporóban, Japánban április 13. és 19. között rendezték.
| A csoport - Ausztria – Feljutott a főcsoportba - Kazahsztán - Lengyelország - Nagy-Britannia - Hollandia - Dél-Korea – Kiesett a divízió II-be | B csoport - Magyarország – Feljutott a főcsoportba - Ukrajna - Japán - Litvánia - Horvátország - Észtország – Kiesett a divízió II-be |

## Divízió II
A divízió II-es jégkorong-világbajnokság A csoportját Brassóban, Romániában, a B csoportját Newcastle-ben, Ausztráliában rendezték április 7. és 13. között.
| A csoport - Románia – Feljutott a divízió I-be - Belgium - Szerbia - Izrael - Bulgária - Írország – Kiesett a divízió III-ba | B csoport - Ausztrália – Feljutott a divízió I-be - Kína - Spanyolország - Mexikó - Izland - Új-Zéland – Kiesett a divízió III-ba |

## Divízió III
A divízió III-as jégkorong-világbajnokságot Luxembourgban rendezték március 31. és április 6. között.
- Észak-Korea – Feljutott a divízió II-be
- Dél-afrikai Köztársaság – Feljutott a divízió II-be
- Luxemburg
- Törökország
- Görögország – selejtezőből
- Mongólia

### Divízió III, selejtező
A divízió III-as jégkorong-világbajnokság selejtezőjét Bosznia-Hercegovinában rendezték február 15. és 17. között. A győztes bejutott a divízió III-as világbajnokságra.
- Görögország – Bejutott a divízió III-ba
- Bosznia-Hercegovina
- Örményország